# Рувр-ан-Плен
Рувр-ан-Плен (фр. Rouvres-en-Plaine) — коммуна во Франции, находится в регионе Бургундия. Департамент коммуны — Кот-д’Ор. Входит в состав кантона Женли. Округ коммуны — Дижон.
Код INSEE коммуны — 21532.

## Население
Население коммуны на 2010 год составляло 1013 человек.
| 1962 | 1968 | 1975 | 1982 | 1990 | 1999 | 2010 |
| ---- | ---- | ---- | ---- | ---- | ---- | ---- |
| 412  | 413  | 580  | 704  | 797  | 865  | 1013 |

## Экономика
В 2010 году среди 647 человек трудоспособного возраста (15—64 лет) 503 были экономически активными, 144 — неактивными (показатель активности — 77,7 %, в 1999 году было 75,3 %). Из 503 активных жителей работали 474 человека (246 мужчин и 228 женщин), безработных было 29 (14 мужчин и 15 женщин). Среди 144 неактивных 52 человека были учениками или студентами, 75 — пенсионерами, 17 были неактивными по другим причинам.